# Волино-Подільська нафтогазоносна область
Волино-Подільська нафтогазоносна область — належить до Західного нафтогазоносного регіону України
Включає:
- Локачинське газове родовище
- Великомостівське газове родовище